# Tegenstellend verband
Een tegenstellend verband is een zins- of alineaverband dat een tegenstelling tussen zinnen of alinea's aanduidt. Signaalwoorden die zo'n verband kunnen aanduiden zijn: maar, daarentegen, echter, integendeel, enerzijds ... anderzijds (aan de ene kant ... aan de andere kant), (daar staat) tegenover, hoewel, toch, ofschoon, ondanks.
Voorbeeld: "Vorig jaar sportte ik drie keer in de week, maar daar heb ik nu geen tijd meer voor."
Concluderend verband · middel-doelverband · oorzakelijk verband · opsommend verband · redengevend verband · samenvattend verband · tegenstellend verband · toelichtend verband · uitleggend verband · vergelijkend verband · voorwaardelijk verband